# Senza (Maninni)
Senza è un singolo del cantautore italiano Maninni, pubblicato il 29 gennaio 2021.

## Descrizione
Il brano, scritto e composto dallo stesso cantautore, è prodotto da Diego Calvetti e racconta la fine improvvisata di una storia d'amore.

## Video musicale
Il video musicale, diretto da Mauro Lamanna, è stato pubblicato il 5 febbraio 2021 attraverso il canale YouTube del cantautore e vede la partecipazione degli attori italiani Beatrice Deodato ed Emilio Fallarino.

## Tracce
Testi e musiche di Alessio Mininni.
1. Senza – 3:18